# Iris celikii
Iris celikii là một loài thực vật có hoa trong họ Diên vĩ. Loài này được Akpulat & K.I.Chr. mô tả khoa học đầu tiên năm 2006.